# Salix chienii
Salix chienii är en videväxtart som beskrevs av Wan Chun Cheng. Salix chienii ingår i släktet viden, och familjen videväxter. Utöver nominatformen finns också underarten S. c. pubigera.